# Alexander Pereswetoff-Morath (filolog)
Alexander Iwan Pereswetoff-Morath, född 5 februari 1969 i Raus, är en svensk språkvetare och professor i slaviska språk vid Uppsala universitet.

## Forskning
Pereswetoff-Morath, som disputerade 2002 vid Lunds universitet på en avhandling om de antijudaiska texternas filologi i det medeltida Rus, blev docent vid Lunds universitet 2008 samt var akademiforskare vid Kungliga Vitterhetsakademien och Stockholms universitet 2008–2014. Hans forskning efter disputationen har behandlat fornöstslavisk och kyrkoslavisk filologi, slaviska medeltidshandskrifter i Sverige samt 1600-talets svenska Ingermanland, dess ryska invånare och deras språk. Pereswetoff-Morath är författare till ett fyrtiotal vetenskapliga arbeten på engelska, svenska och ryska.
Pereswetoff-Morath har varit gästforskare vid Ryska vetenskapsakademiens Institut för rysk litteratur i Sankt Petersburg och Israel Institute for Advanced Study i Jerusalem. Han är den sjunde innehavaren av lärostolen i slaviska språk vid Uppsala universitet.

## Ställningstagande för Nyenskans
Pereswetoff-Morath har i intervjuer i rysk press upprepade gånger tagit aktiv ställning mot oljejätten Gazproms exploatering av platsen där de svenska fästningarna Landskrona och Nyenskans låg inom gränserna för dagens Sankt Petersburg. Han tilldelades 2008 utmärkelsen ”det ingermanländska enbäret” (Ингерманландский можжевельник) av lokalhistoriker i Sankt Petersburg.

## Monografier och antologier
- 2002 – A Grin without a Cat, 1: ‘Adversus Iudaeos’ Texts in the Literature of Medieval Russia (988–1504). Avh. Lund.
- 2002 – A Grin without a Cat, 2: Jews and Christians in Medieval Russia. Lund.
- 2005 (red. med F. Björling) – Words, Deeds and Values: The Intelligentsia in Russia and Poland during the Nineteenth and Twentieth Centuries. Lund
- 2006 – Whereby we know that it is the last time’: Musings on Anti-Messiahs and Antichrists in a Ruthenian Textual Community. Lund
- 2010 (med P. Ambrosiani, A. Granberg och I. Lysén) – Preliminary Inventory of Slavic Cyrillic and Glagolitic Manuscripts and Early Printed Books in Sweden. Göteborg
- 2018 (red. med E. Löfstrand och E. Teodorowicz-Hellman) – Slavica antiqua et hodierna: En hyllningsskrift till Per Ambrosiani. Stockholm

## Utvalda vetenskapliga artiklar
- 1998 – An Alphabetical Hymn by St. Cyril of Turov? — on the Question of Syllabic Verse Composition in Early Medieval Russia, Scando-Slavica 44, sid 115–130
- 2000 – ‘A Shadow of the Good Spell’: on Jews and anti-Judaism in the World and Work of Kirill of Turov, Kirill of Turov: Bishop, Preacher, Hymnographer, sid 33–75
- 2001 – ‘And was Jerusalem builded here...?’: on the Textual History of the Slavonic Jerusalem Disputation, Scando-Slavica 47, sid 19–38
- 2003 – ‘Otiosorum hominum receptacula’: Orthodox Religious Houses in Ingria, 1615–52, Scando-Slavica 49, sid 101–125
- 2007 – ‘Адонаи, заблудихомъ!’: об образе спорящего жидовина в восточнославянской письменности (XIV–XV вв.), Еврейский исторический архив 4, sid 51–83
- 2008 – Аграф пророка Ездры — вновь идентифицированный источник Речи Философа, Древняя Русь: Вопросы медиевистики, 2008:3 (33), sid 48–50
- 2009 – Ryska köpmän och diktare i stormaktstidens Stockholm: kring författaren till Оплачъ наровескъ, The Arts in Dialogue. Essays in Honour of Fiona Björling, sid 199–234
- 2010 – Христианский антииудаизм и иудейско—православные отношения в Восточной Славии в средние века и ранее новое время (до 1570 г.), История еврейского народа в России, 1: От древности до раннего нового времени, sid 418–52
- 2010 – ‘Епископ Ингомерлянский и всего помория полунощного оцеана’: великие комбинации Анфиногена Крыжановского, Scando-Slavica 56:1, sid 48–83
- 2012 – Isaak Torčakov – en ingermanländsk diak, Novgorodiana Stockholmiensia, sid 80–110
- 2014 – Christian Anti-Judaism and Jewish–Orthodox Relations among the East Slavs up to 1569, Jews and Ukrainians, Oxford, sid 101–129
- 2014 – Ord och blad. Martinus Aschaneus och allt det ryska, Med blicken österut. Hyllningsskrift till Per-Arne Bodin, sid 291–307
- 2014 – Урбан Йерне как нюенец и ингерманландец, Археологическое наследие Санкт-Петербурга 4, sid 105–139
- 2016 – Den siste munken i Ingermanland: Lëvoška Lemboinen från Wanhimala by, Да веселитсѧ Новъградъ. Må Novgorod fröjda sig. Hyllningsskrift till Elisabeth Löfstrand, sid 143–166
- 2016 – ‘The old is in the new revealed’: Prophetical Quotations from the Slavonic Translation of Doctrina Iacobi in the Literature of Early Kyivan Rus´, 1–2. Palaeobulgarica 40:1, sid 51–80; 40:2, sid. 9–48
- 2019 – Ulwichius’ lista och rösterna från Caporie län: Nya källor om ingriska, votiska och ryska I svenska Ingermanland. Slavica antiqua et hodierna: En hyllningsskrift till Per Ambrosiani, sid 79–106